# 吕小品
吕小品（1971年7月—），中国内地男导演、演员，出生于黑龙江省伊春市。主要作品有《超人马大姐》《洪湖赤卫队》《有事您说话》《好市多多》《巴士警探》《都市男女》《网虫日记》《欢乐青春》《东北一家人》《咱的有辆车》《365时尚热点剧场—风行四季》《马大姐和她的邻居们》《闲人马大姐》《中国餐馆》《心里诊所》《候车大厅》等。

## 生平
吕小品1991年考入中央戏剧学院表演系，大学四年因成绩优秀四年连获一等奖学金，毕业后留校执教，同时担任导演。